# ريتشارد براسكير
ريتشارد براسيكيي (من مواليد 7 يوليو 1945) طبيب قلب فرنسي وزعيم يهودي. شغل منصب رئيس المجلس التمثيلي للمؤسسات اليهودية الفرنسية (كريف) من 2007 إلى 2013.

## سيرة شخصية
ولد براسكييه باسم ريزارد براسزكيير في غدانسك، بولندا، في 7 يوليو 1945 لناجين من الهولوكوست الذين أرادوا الهجرة إلى الولايات المتحدة بعد مذبحة كيلسي عام 1946 ضد اليهود في بولندا، لكنهم قرروا الاستقرار في فرنسا. بعد دراسته في مدرسة ليسيه شارلمان في باريس ودراسته في الطب التي أكملها بدرجة الدكتوراه، أصبح ريتشارد براسكييه طبيب قلب ثم مدير مستشفى بوجون في كليشي. في عام 1989، كان عضوًا مؤسسًا لجمعية أطباء أوروبا في فرنسا ، وهي مجموعة من الأطباء الفرنسيين من أصل بولندي.
في عام 1994، بدأ براسكييه أنشطته مع المجلس التمثيلي للمؤسسات اليهودية الفرنسية (كريف)، الهيئة الجامعة للجاليات والمنظمات اليهودية في فرنسا. أصبح رئيسًا لمجموعة اتصال كريف مع مؤتمر الأسقف الكاثوليكي في فرنسا وكذلك لجنة العلاقات الدولية كريف. كما خدم في مجلس إدارة مؤسسة ذاكرة المحرقة برئاسة سيمون فايل، وفي عام 1997 أصبح رئيسًا للجنة الفرنسية لـياد فاشيم.
في عام 2001 حصل على وسام جوقة الشرف الفرنسي.
في عام 2006، كان براسكييه من بين أولئك الذين رحبوا بالبابا بنديكتوس السادس عشر في معسكر الموت النازي السابق أوشفيتز بيركيناو.

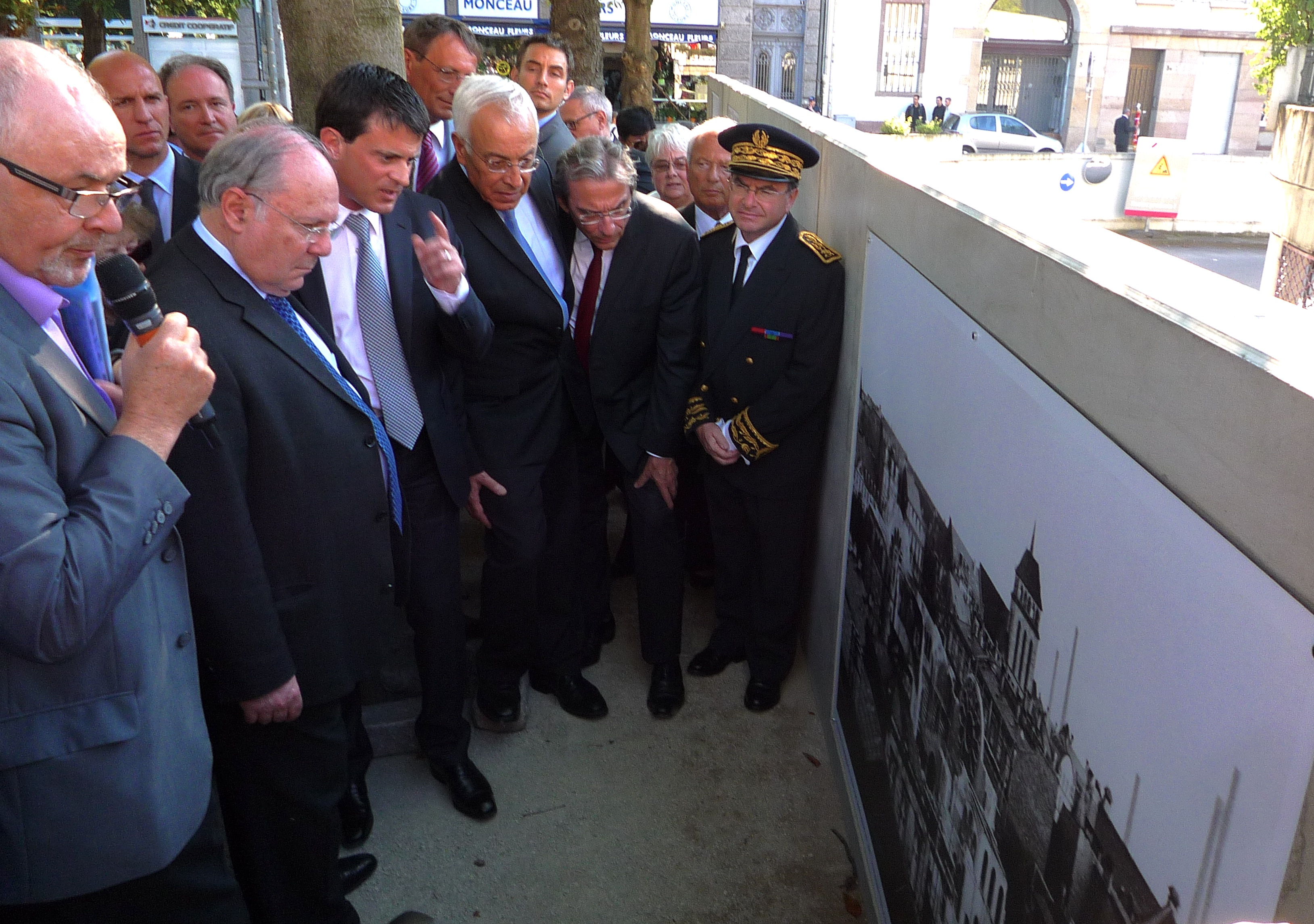
افتتاح زقاق العادلين في ستراسبورغ في 22 يوليو 2012 من قبل ريتشارد براسكييه ووزير الداخلية الفرنسي مانويل فالس

في 13 مايو 2007، تم انتخاب براسكييه رئيسًا لـكريف، بفوزه على اثنين من المرشحين الآخرين بهامش واضح. خلف روجر كوكيرمان. عند انتخابه، قال براسكييه إن كريف كانت بالنسبة له «الموطن الجماعي لليهودية»، المكان «حيث يمكن التعبير عن الآمال والمخاوف والمشاريع»، مكانًا «للقتال من أجل اليهودية». أعيد انتخابه في عام 2010 لولاية ثانية مدتها ثلاث سنوات، متغلبًا على منافسه ماير حبيب. في مايو 2013، مُنع من الترشح لولاية ثالثة على التوالي، وخلفه سلفه روجر كوكيرمان كرئيس لكريف.
براسكييه متزوج ولديه خمسة أطفال.

## التصريحات والأفعال السياسية
في سبتمبر 2008، قاد براسكييه وفداً من كريف التقى بالبابا بنديكتوس السادس عشر في باريس أثناء زيارة البابا الكاثوليكي لفرنسا. ونقل عن براسكييه قوله بعد الاجتماع «كان من المهم للغاية بالنسبة لنا أنه نظرا لجدول أعماله المزدحم فقد أخذ الوقت للقاء معنا في هذا اليوم الخاص، السبت». كما أشاد بالبابا لإدانته معاداة السامية. ومع ذلك، بعد بضعة أشهر، انتقد براسكييه الفاتيكان لرفع حرمان ريتشارد ويليامسون، الذي شكك في مقابلة مع التلفزيون السويدي في مدى الهولوكوست. ونقل عن براسكييه قوله: «إنكار المحرقة ليس رأيًا، بل جريمة».

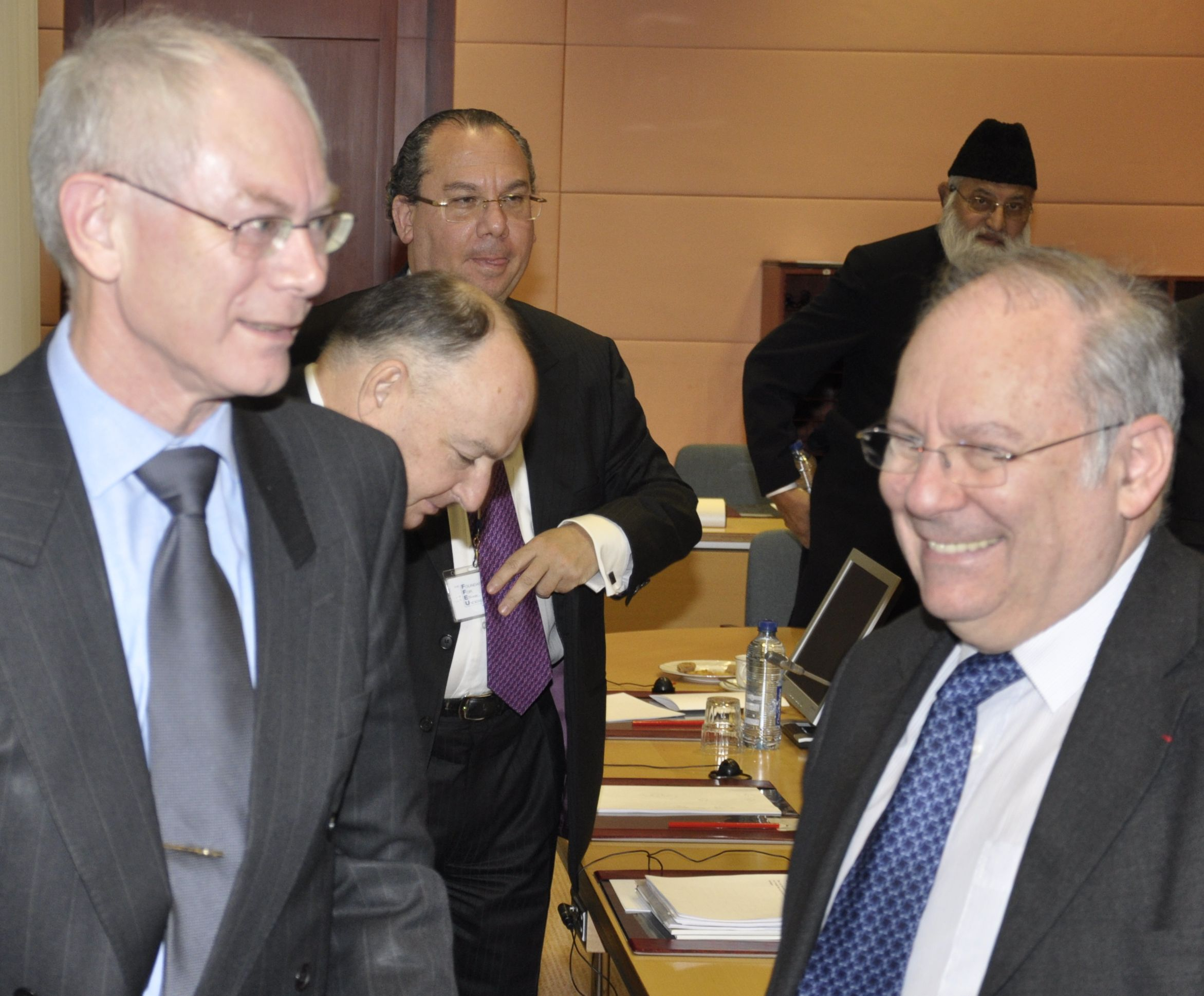
هيرمان فان رومبوي ، رئيس المجلس الأوروبي ، مع الزعيم اليهودي الفرنسي ريتشارد براسكييه بعد اجتماع للقادة اليهود والمسلمين في بروكسل ، 6 ديسمبر 2010

ينخرط براسكييه أيضًا في محادثات مع قادة مسلمين، لكن في مقابلة مع صحيفة لو فيغارو اليومية الفرنسية في أكتوبر 2012 حذر من الرضا عن نسخة متطرفة من الإسلام آخذة في الازدياد. وقال براسكييه للصحيفة إن فرنسا لم تقيّم بشكل كامل التهديد الذي تواجهه من الإسلام الراديكالي، مضيفًا: «الإسلام الراديكالي يقارن أعداءه بالحيوانات. [. . . ] بالطريقة نفسها، قارن النازيون اليهود بالبكتيريا والجرذان والحيوانات». وبحسب صحيفة نيويورك تايمز قال براسكير لراديو فرانس إنفو الفرنسي: «يجب أن نتخذ مقياسًا لهذا النوع من الأيديولوجيا. أقول إن الإسلام الراديكالي هو أيديولوجية نازية».
في مناسبات متكررة، اتخذ براسكييه موقفا قويا دفاعا عن إسرائيل. في كانون الثاني / يناير 2009، أثناء عملية الرصاص المصبوب الإسرائيلية في قطاع غزة، قاد مسيرة تضامنية مع إسرائيل خارج مبنى السفارة الإسرائيلية في باريس. وقال في خطابه: «موقفي ليس ضد الفلسطينيين، رغم أنني أريد أن أعبر عن تضامني القوي مع إسرائيل. أنا أقف ضد حماس، وهذا عقبة في طريق السلام ولا يمكن التفاوض معها».

## روابط خارجية
- المجلس التمثيلي للمؤسسات اليهودية الفرنسية (كريف) (بالفرنسية)
- خطاب الدكتور ريتشارد براسكير في لقاء القادة المسلمين واليهود الأوروبيين، بروكسل، 6 ديسمبر 2010 - موقع المؤتمر اليهودي العالمي (الترجمة الإنجليزية)

## ملحوظات
1. ↑  Roger Cukierman succède à Richard Prasquier à la présidence du Crif - TF1 News, 26 May 2013 نسخة محفوظة 2016-04-07 على موقع واي باك مشين.
2. ↑  AMOPF - Médecins d'origine Polonaise de France نسخة محفوظة 2016-12-22 على موقع واي باك مشين.
3. ↑  Décret du 13 juillet 2001 portant promotion et nomination  نسخة محفوظة 30 نوفمبر 2018 على موقع واي باك مشين.
4. ↑  Richard Prasquier : le dialogue à coeur - Par Henri Tincq - Le Monde نسخة محفوظة 2022-01-17 على موقع واي باك مشين.
5. ↑  Richard Prasquier Elected New President of CRIF – European Jewish Congress website, 14 May 2007
6. ↑  Richard Prasquier reelected at the head of CRIF, France’s Jewish umbrella representative body – European Jewish Press, 13 June 2010 نسخة محفوظة 17 June 2010 على موقع واي باك مشين.
7. ↑  Richard Prasquier's French Wikipedia entry
8. ↑  French Jewish leader praises pope for fighting anti-Semitism - Associated Press, 13 September 2008 نسخة محفوظة 2017-01-20 على موقع واي باك مشين.
9. ↑  Jews tell Vatican: Holocaust denial is a crime – National Post (Canada), 10 February 2009 نسخة محفوظة 2013-12-12 على موقع واي باك مشين.
10. ↑  Prasquier: «Un islam de guerre se développe» - Le Figaro, 7 October 2012 نسخة محفوظة 2022-04-19 على موقع واي باك مشين.
11. ↑  France faces Islamist threat, warns Jewish group – Irish Times, 9 October 2012 نسخة محفوظة 2012-10-09 على موقع واي باك مشين.
12. ↑  Radicalism Prompts Warnings in France - New York Times, 8 October 2012 نسخة محفوظة 2021-06-09 على موقع واي باك مشين.
13. ↑  Sous l’égide du CRIF, grande manifestation de soutien à Israël - Desinfos.com, 6 January 2009 نسخة محفوظة 2016-08-16 على موقع واي باك مشين.